# Barbara Scheck
Barbara Scheck (* 1951 in Ulm) ist eine deutsche Schauspielerin und Kabarettistin.
Nach dem Studium der Germanistik und Anglistik und diversen Tätigkeiten (z. B. als Dokumentarin oder wissenschaftliche Referentin) übte sie die Schauspielerei professionell erstmals am Kinder- und Jugendtheater Überzwerg in Saarbrücken aus. Es folgten weitere Einsätze in Funk und Fernsehen, u. a. in Nebenrollen in mehreren Tatort-Folgen des Saarländischen Rundfunks. Seit 2000 leitet sie zusammen mit Peter Tiefenbrunner das Theater Leidinger in Saarbrücken. Mit Tiefenbrunner bildet sie das Kabarett-Duo brunner & barscheck, mit dem sie bereits vier abendfüllende Programme erarbeitet hat.
Barbara Scheck hat zwei Töchter und lebt in Saarbrücken.

## Filmografie (Auswahl)
- 2004: Tatort – Teufel im Leib
- 2010: Tatort – Hilflos